# Jarosław Mikielewicz
Jarosław Mikielewicz (ur. 10 kwietnia 1941 w Wilnie) – polski uczony, profesor nauk technicznych. 

## Życiorys
Specjalista naukowy w zakresie mechaniki (w tym mechaniki płynów), budowy i eksploatacji maszyn, energetyki, wymiany ciepła, przepływów wielofazowych, oraz termodynamiki technicznej. Członek korespondent krajowy Polskiej Akademii Nauk od 2002 roku, członek rzeczywisty tej instytucji od 2013 roku. Pracownik Gdańskiej Szkoły Wyższej oraz Instytutu Maszyn Przepływowych im. Roberta Szewalskiego PAN. Przed laty związany również z Politechniką Koszalińską.
Absolwent Politechniki Gdańskiej (rocznik 1964), tytuł profesora nauk technicznych nadano mu w 1979 roku.

## Prace i publikacje naukowe
Autor książek, a także promotor, recenzent, wykonawca i kierownik wielu prac z zakresu termodynamiki w tym między innymi:
- Modelowanie procesów cieplno-przepływowych (1995), Wydawnictwo Ossolineum – Wrocław

- Ruch i wymiana ciepła cienkich warstw cieczy (1998)

- Niekonwencjonalne urządzenia i systemy konwersji energii (1999)

- Zagadnienia cieplno-przepływowe rekuperatorów z minikanałami dla obiegu ORC

- Wpływ parametrów projektowych cieplno- przepływowych gruntowego wymiennika ciepła na modelowanie pracy pompy ciepła

- Badanie skraplania czynników chłodniczych w mini kanałach rurowych kompaktowych wymienników ciepła

- Badania niestabilności skraplania czynników chłodniczych w mini kanałach rurowych kompaktowych wymienników ciepła

- Badania skraplania proekologicznych czynników chłodniczych w długich kanałach wężownic rurowych

- Badania krytycznego strumienia ciepła w kanałach o małej średnicy

- Wpływ częściowego odparowania i pola elektromagnetycznego na działanie termosyfonu

- Badanie niestabilności skraplania czynników chłodniczych wewnątrz kanałów

- Chłodzenie powierzchni przez jedno i dwufazowe strugi cieczy

- Badanie intensyfikacji wymiany ciepła w warunkach konwekcji swobodnej, od płaskiej izotermicznej płyty, w przestrzeni częściowo ograniczone

- Modelowanie zjawisk turbulencji w odniesieniu do przepływów dwufazowych w kanałach

## Nagrody i wyróżnienia
W trakcie swojej długoletniej kariery naukowej uhonorowany wieloma nagrodami i wyróżnieniami, między innymi:
- Złotym Krzyżem Zasługi (1978),
- Krzyżem Kawalerskim Orderu Odrodzenia Polski (1991),
- Krzyżem Oficerskim Orderu Odrodzenia Polski (1996),
- Nagrodą Sekretarza PAN (1986),
- Nagrodą Wydziału Nauk Technicznych PAN (1971),
- Tytułami doktora honoris causa następujących uczelni – Politechniki Krakowskiej (2004), Politechniki Koszalińskiej (2009) i Politechniki Białostockiej (2014).

- Wyróżnieniem "Zielonego Feniksa" Kapituły Fundacji na Rzecz Rozwoju Ekoenergetyki za osiągnięcia naukowe i badawcze w zakresie energetyki ekologicznej[4].